# Bamberg, Staatsbibliothek, Msc.Bibl.30c
Die Handschrift Bamberg, Staatsbibliothek, Msc.Bibl.30c ist ein Fragment einer Abschrift der Lex Salica aus dem 10. Jahrhundert, das für einen Einband einer spätmittelalterlichen Bibelhandschrift verwendet wurde. Diese Bibel war bis zur Säkularisation im Kloster Michelsberg in Bamberg und wird seither in der Staatsbibliothek Bamberg unter der Signatur Msc.Bibl.30 verwahrt. Die Fragmente stammen von Handschriften, die ebenfalls im Kloster Michelsberg vorhanden waren und vermutlich durch Heinrich II. nach Bamberg gebracht worden waren; sie gelten daher als Teil der Kaiser-Heinrich-Bibliothek.

## Beschreibung

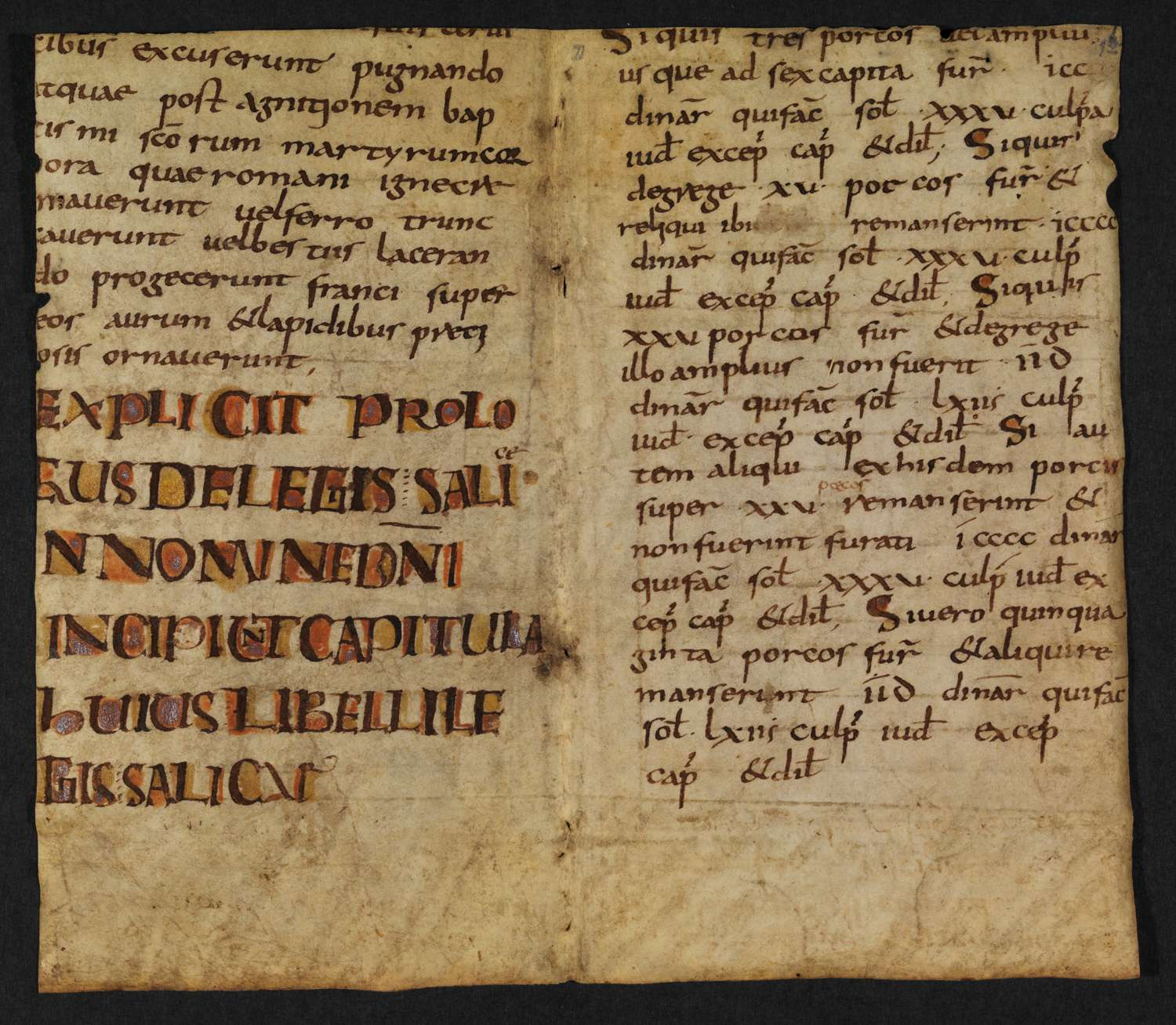
Ende des Prologs auf fol. 1v

Vier Doppelblätter aus Pergament, heute 16 cm hoch und zwischen ca. 8,5 und 9,5 cm breit.

## Geschichte
Im 13. Jahrhundert wurden die Doppelblätter für einen Einband weiterverwendet; über das Schicksal des Rests der Handschrift ist nichts bekannt. Anfang des 20. Jahrhunderts wurden die Lex Salica und andere Fragmente aus dem Einband abgelöst. Im Einband fanden sich Fragmente eines Homiliars aus dem 10. Jahrhundert, eines Tropars aus dem 11. Jahrhundert und einer Abschrift der Lex Salica aus dem 10. Jahrhundert, die von Fischer als „I“ bis „III“ gezählt wurden und heute eigene Signaturen haben (Msc.Bibl.30a, 30c und 30b). Es ist zu vermuten, dass das Kloster Michelsberg vollständige Handschriften besaß, diese aber aufgrund von Beschädigungen und geringerem Interesse am Inhalt zur Herstellung des Einbandes verwendet hat.

## Inhalt
Das erste Blatt muss einmal zur ersten Lage einer vollständigeren Lex Salica-Abschrift gehört haben und enthält Teile von deren Prolog. Es handelt sich damit um die einzige kleinformatige Abschrift der Lex, die auch den Prolog enthält; anders als die meisten kleineren Abschriften stammt sie auch nicht aus dem heutigen Frankreich des 9. Jahrhunderts, sondern wurde in Italien im 10. Jahrhundert angefertigt.